# Flamingo (Calder)

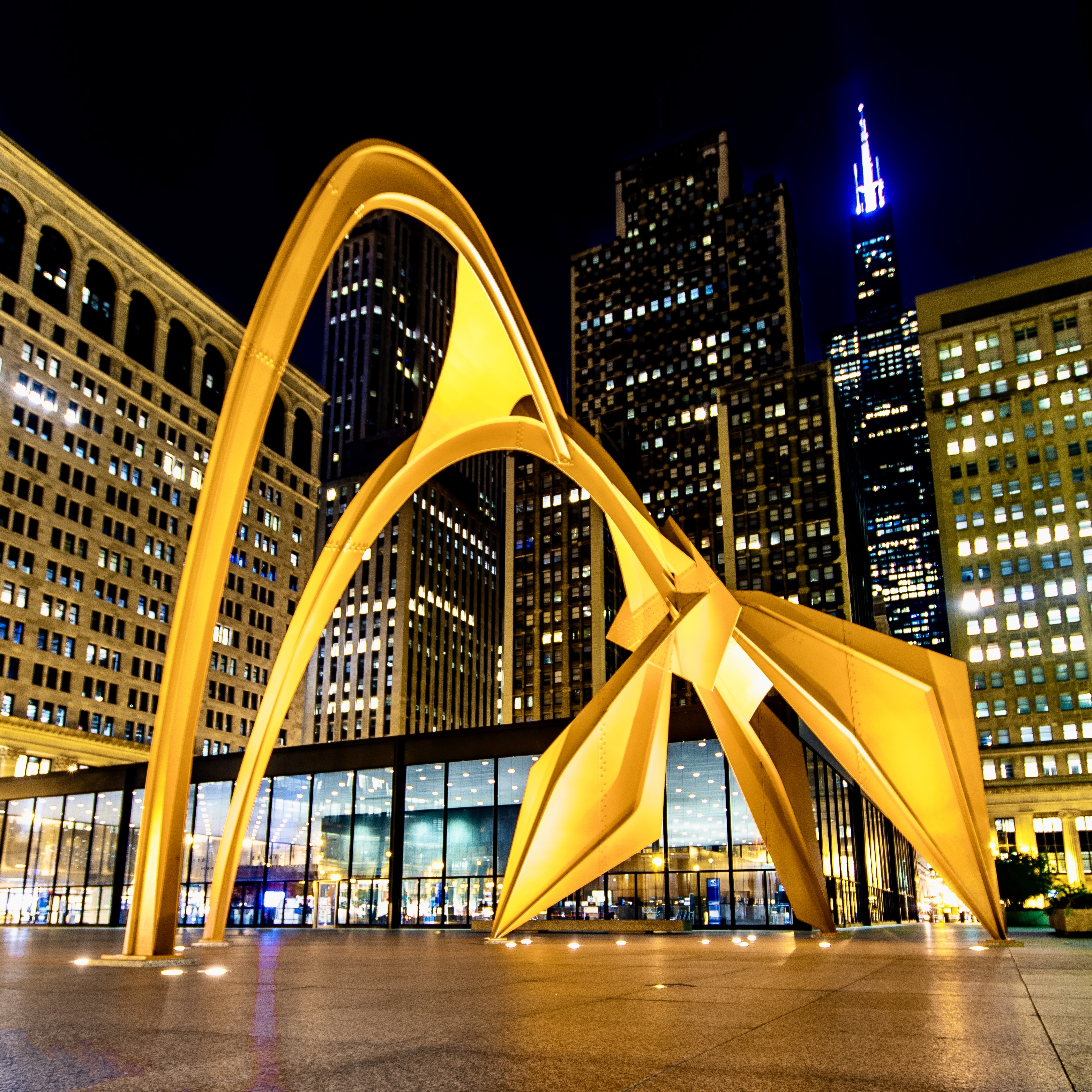
La scultura in relazione agli edifici circostanti.

Flamingo, è una scultura eseguita dal noto artista statunitense Alexander Calder, è alta 16 metri (52 piedi) ed è collocata stabilmente in Federal Plaza di fronte al Kluczynski Federal Building a Chicago, Illinois, Stati Uniti. L'opera è stata commissionata dalla United States General Services Administration ed è stata inaugurata nel 1974, anche se la firma di Calder sulla scultura indica che è stata finita nel 1973.

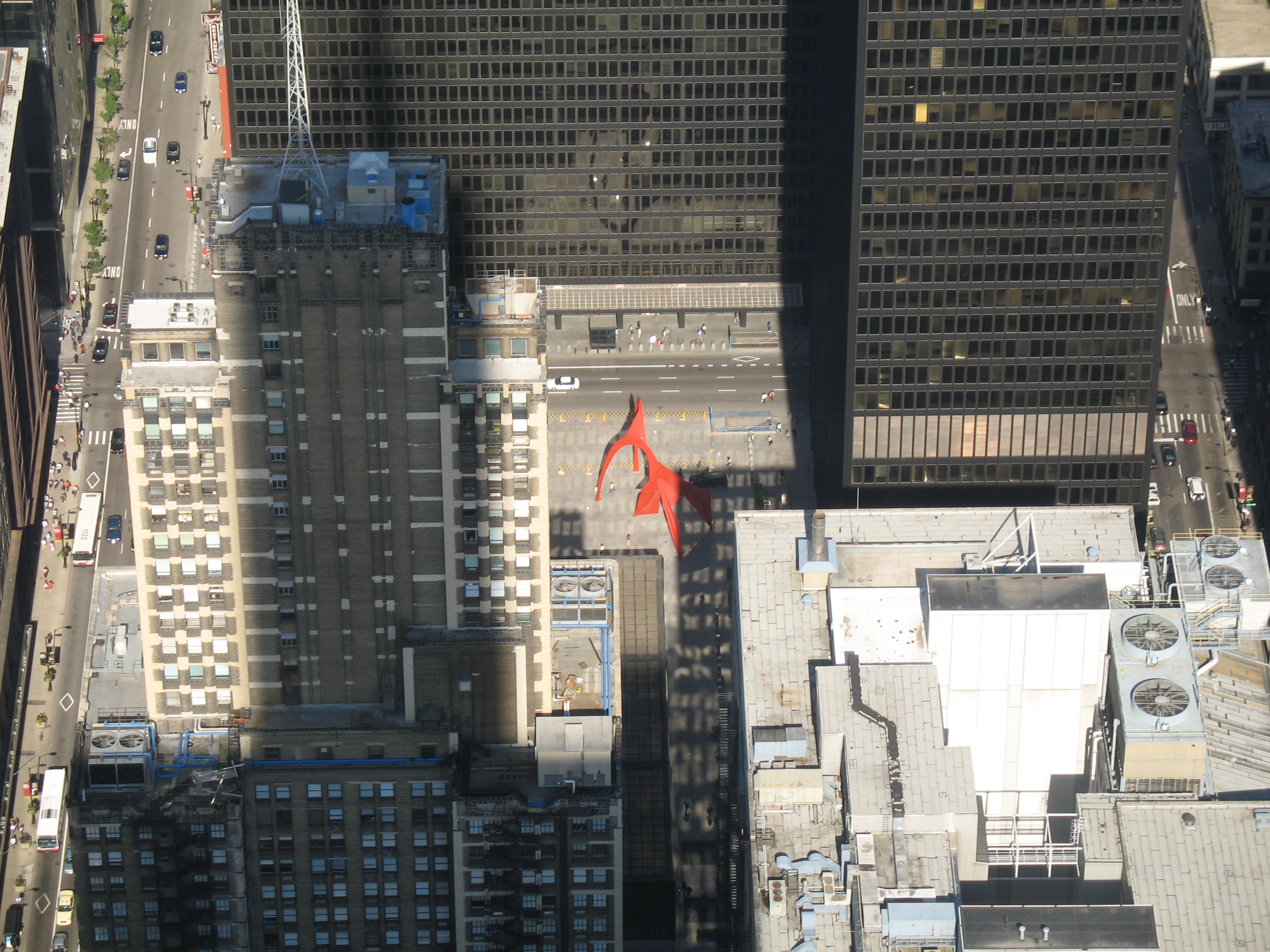
La scultura in rosso, vista dall'alto.

## Descrizione
Flamingo fa parte delle opere di Calder chiamate stabili in quanto non è pensata e costruita per muoversi liberamente con le correnti d'aria, caratteristica che contraddistingue molte opere di questo artista. La struttura è in acciaio, pesa 50 tonnellate ed è di colore vermiglio. L'opera fa parte del movimento artistico detto costruttivismo, infatti, è formata da pezzi più piccoli uniti tra loro a formare un'unica opera.